# Movimiento Unitario Metapolítico
Movimiento Unitario Metapolítico fue un movimiento político fundado por la metafísica y política colombiana Regina 11 en 1977, en respuesta a medidas estatales encabezadas por el presidente de la época, Alfonso López Michelsen y a raíz de un incidente que protagonizó la metafísica en la Catedral Primada de Colombia ese año.
El partido perdió su personería jurídica a finales de los años 90, tras varios líos de su fundadora con la justicia colombiana. Sin embargo, en 2022 y luego de recoger 80.000 firmas, el partido renació y lanzó su lista cerrada al Congreso de Colombia, sin lograr superar el umbral, por lo que de nuevo perdió su personería jurídica.
Según sus propios estatutos, el partido es un movimiento metafísico, filosófico, socioeconómico, y político, basado en la equidad, la justicia social, la libertad y la democracia participativa, con fines humanistas.

## Historia

### Antecedentes
Regina 11, llamada civilmente como Regina Betancourt de Liska, era una popular metafísica colombiana con su propio programa radial en la cadena colombiana Todelar, llamado El campo magnético de Regina 11, que comenzó operaciones en 1973. A través del programa Regina alcanzó cierta popularidad, llegando a reportar supuestamente a casi 10 millones de oyentes. Empezó a ganar adpetos, y a desarrollar su filosofía política.
El 11 de febrero de 1977 la metafísica protagonizó un escándalo nacional, cuando por motivo de la celebración de su 40vo cumpleaños, congregó a sus seguidores en la Catedral Primada de Colombia, generando un caos que terminó en una estampida y con la mujer en el púlpito pindiendole a sus seguidores que abandonaran el recinto religioso, lo cual fue asumido por la prensa de la época como una provocación y un rechazo a la autoridad eclesial.

### Veto radial y comienzo político
El escándalo derivó en su excomunión de la Iglesia Católica y obligó al presidente liberal Alfonso López Michelsen a retirar del aire el programa de Regina, quien en respuesta fundó el partido durante 1977. Con sus seguidores creó una base política importante y se presentó a las elecciones presidenciales de 1978, pero terminó por adherirse a la campaña del liberalismo a la cabeza de Julio César Turbay, con quien pactó la recuperación de su programa radial a cambio del respaldo de su partido y sus seguidores.
Ese mismo año, el movimiento logró una curul en el Concejo de Bogotá, siendo la líder del partido la que la ocupó de 1978 a 1980. En 1980, el partido logró un escaño en el Concejo de Medellín, y lo mantuvo en 1982, alternandolo con la curul en el de Bogotá, siendo ocupados ambos por Regina 11.

### Elecciones presidenciales de 1982
En 1982 el partido presentó la candidatura de Regina 11 a la presidencia, enfrentándose al conservatismo unido y a los liberales divididos en lopistas y galanistas. La contienda la ganó Belisario Betancourt y el partido sufrió una aplastante derrota. Se sabe que solía decir que vendía sus votos "magnetizados" para saber cuantos le habían robado al partido. Pese a ello el movimiento ganó por tercera vez un escaño en el Concejo de Medellín, ocupando su líder la curul hasta 1984. Por motivos desconocidos, la mujer perdió ambas curules en 1984.
El 17 de febrero de 1986 el partido obtuvo finalmente su reconocimiento de personería jurídica, pese a que desde 1975 el partido tenía permiso para operar legalmente en el país.

### Elecciones durante los años 90

#### Elecciones de 1990
Durante las convulsas elecciones de 1990 -donde fueron asesinados tres candidatos a manos de la mafia en menos de 6 meses- el partido presentó una segunda candidatura de Regina 11 a la presidencia, obteniendo el quinto lugar con 37.442 votos, siendo derrotada ampliamente por el liberal-galanista César Gaviria. En segundo, tercer y cuarto lugar quedaron Álvaro Gómez del MSN, Antonio Navarro del M-19 y Rodrigo Lloreda del Partido Conservador.

#### Asamblea Nacional Constituyente

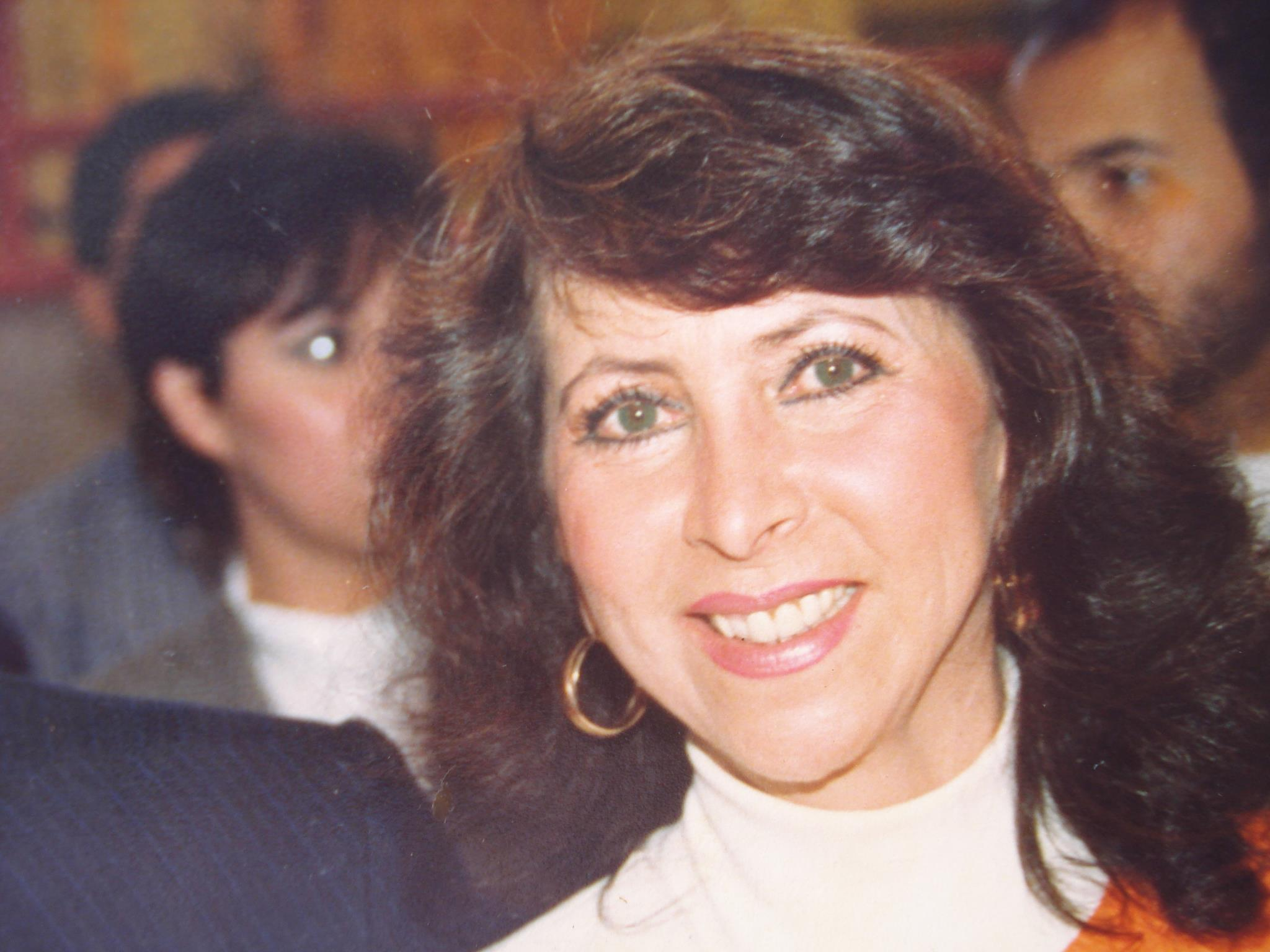
Regina 11 en los años 90.

A finales de 1990 y tras el éxito del Movimiento de la Séptima Papeleta durante las elecciones primarias de ese año, el movimiento se presentó a los comicios del 9 de diciembre para optar a una curul a la Asamblea Nacional Constituyente, pero pese a sus buenas votaciones, el partido no puedo llegar a la Constituyente y quedó excluido de la redacción de la Carta Política de 1991.

#### Congreso (1991-1995)
En 1991 el partido presentó su lista al congreso, resultando elegida Regina 11 como cabeza de lista, pese a la poca votación que recibió el partido a nivel nacional. La particular metafísica se hizo famosa por llevar una escoba al Capitolio para, según ella "barrer la corrupción".
En 1994 el partido logró mantener su única curul en el Congreso, hasta el secuestro de Regina 11 en 1996, frustrándose así la aspiración del partido a las elecciones presidenciales de 1998.

### Renacimiento del partido y vuelta a perder la personería
A finales de 2021 los partidarios del movimiento recolectaron 80.000 firmas para la recuperación de la personería jurídica del partido. El 8 de enero de 2022 lo consiguieron y los organizadores de la campaña lanzaron en Twitter el siguiente mensaje, anunciando el regreso a las urnas del partidoː

"Nuevamente el Movimiento de la legendaria Regina Liska Betancur ‘Regina 11′, entra a contiendas electorales para las elecciones del Congreso 2022, visítenos y conozca a nuestros candidatos, del pueblo y para el pueblo."
MUM, 8 de enero de 2022.

Sin embargo el partido no logró superar el umbral exigido por la ley, y de nuevo perdió su personería.

## Resultados

### Elecciones constituyentes
| Año  | Votos  | %     | Resultado | Notas |
| ---- | ------ | ----- | --------- | ----- |
| 1990 | 20.225 | 0,55% | 11° Lugar |       |

### Elecciones presidenciales
| Año  | Candidato                     | Votos  | %     | Resultado | Notas |
| ---- | ----------------------------- | ------ | ----- | --------- | ----- |
| 1990 | Regina Betancourt de Liska    | 37.442 | 0,63% | 5° Lugar  |       |
| 1994 | Regina Betancourt de Liska    | 64.131 | 1,11% | 4° Lugar  |       |
| 1998 | Jorge Hernán Betancur Aguilar | 13.892 | 0,13% | 7° Lugar  |       |

### Elecciones parlamentarias
|  | 0.3 % |

|  | 0.3 % |

|  | 0.58 % |

|  | 0.46 % |

|  | 0.53 % |

|  | 0.66 % |

|  | 0.19 % |

|  | 0.50 % |

|  | 0.07 % |